# 柳穿鱼黄素
柳穿鱼黄素（化学名：5,7-二羟基-6,4'-二甲氧基黄酮，5,7-dihydroxy-6,4'-dimethoxyflavone）是一种野黄芩素衍生的O-甲基化黄酮，分子式C17H14O6，存在于一些薊屬（Cirsium）植物中，有抗炎活性。